# جايسون كريستي
جايسون كريستي (بالإنجليزية: Jason Christie) هو دراج نيوزلندي، ولد في 22 ديسمبر 1990 في أشبورتون ‏ في نيوزيلندا.

## وصلات خارجية
- جايسون كريستي على موقع الاتحاد الدولي للدراجات (الإنجليزية)
- جايسون كريستي على موقع أرشيف الدراجات (الإنجليزية)
- جايسون كريستي على موقع إحصائيات الدراجات الإحترافية (الإنجليزية)
- جايسون كريستي على موقع نسبة الدراجات (الإنجليزية)
- جايسون كريستي على موقع اللجنة الأولمبية النيوزيلندية (الإنجليزية)